# Trathala imitator
Trathala imitator är en stekelart som beskrevs av Dasch 1979. Trathala imitator ingår i släktet Trathala och familjen brokparasitsteklar. Inga underarter finns listade i Catalogue of Life.